# Nūr Moḩammad
Nūr Moḩammad (persiska: نور مُحَمَّد كَندی, نورمحمّد, Nūr Moḩammad Kandī) är en ort i Iran.   Den ligger i provinsen Kurdistan, i den nordvästra delen av landet, 300 km väster om huvudstaden Teheran. Nūr Moḩammad ligger 1 654 meter över havet och antalet invånare är 167.
Terrängen runt Nūr Moḩammad är kuperad åt nordväst, men åt sydost är den platt. Runt Nūr Moḩammad är det ganska glesbefolkat, med 23 invånare per kvadratkilometer. Närmaste större samhälle är Chālāb, 7,1 km nordost om Nūr Moḩammad. Trakten runt Nūr Moḩammad består i huvudsak av gräsmarker.